# Cratere Somerset
Somerset  è un cratere sulla superficie di Marte.